# Плиопитеки
Плиопитеки (лат. Pliopithecus) — вымерший род человекообразных обезьян. Найдены только их зубы и фрагменты челюстей. Время существования рода — миоцен и нижний плиоцен Западной Европы (первая находка сделана Эдуардом Ларте в 1837 году в миоцене Франции), Азии, Африки. Предполагается, что плиопитеки являются потомками проплиопитека и прямыми предками ныне существующих гиббонов.